# Gustav Adolf Harald Stenzel

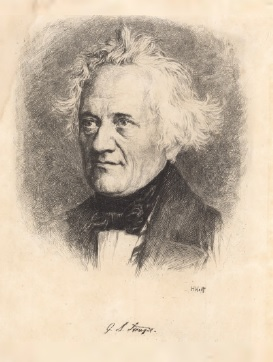
Gustav Adolf Harald Stenzel

Gustav Adolf Harald Stenzel (* 21. März 1792 in Zerbst; † 2. Januar 1854 in Breslau, Provinz Schlesien) war ein deutscher Geschichtsforscher.

## Familie
Stenzel war der Sohn des evangelischen Konrektors an der Hof- und Stiftsschule St. Bartholomäi, Balthasar Stenzel und dessen Ehefrau Johanna Caroline Friederike geborene Mehske. Am 8. November 1821 heiratete er in Breslau Maria Bredow (* 2. März 1799 in Eutin; † 7. Januar 1845 in Breslau), die Tochter des Helmstädter Historikers Gabriel Gottfried Bredow (1773–1814).
Unter seinen Kindern waren der Botaniker Karl Gustav Wilhelm Stenzel (1826–1905) sowie die Pädagogin und Schriftstellerin Hedwig Haberkern, geb. Stenzel (1837–1901), Textautorin des Kinderlieds Schneeflöckchen, Weißröckchen. Er selbst zeichnete als Rufname Gustav Adolf, familienintern wurde er Gustav gerufen.

## Leben
Stenzel erlangte 1810 in Zerbst das Reifezeugnis. Anschließend studierte er in Leipzig Theologie und Geschichte, habilitierte sich, nachdem er 1813 als freiwilliger Jäger an den Befreiungskriegen (über die er die Studenten begeisternde Vorlesungen abhielt) teilgenommen hatte, in Leipzig und 1817 in Berlin.
1820 folgte er einem Ruf als Professor der Geschichte an die Universität Breslau und wurde 1821 Archivar des schlesischen Provinzialarchivs. 1848–1849 war er Abgeordneter für Neumarkt in der Nationalversammlung in Frankfurt am Main, wo er der Kaiserdeputation angehörte. 1850 gehörte er dem Volkshaus des Erfurter Unionsparlaments an. 1850–1852 war er Mitglied der Zweiten Kammer des Preußischen Landtags.
1832 gründete er mit Unterstützung des preußischen Kultusministeriums ein Historisches Seminar in Königsberg und 1844 in Breslau. Einer seiner bedeutendsten Schüler war Heinrich Wuttke, mit dem er sich jedoch nach dessen Promotion infolge eines Streits um dessen Nachweis der Unechtheit des Gierth'schen Tagebuches entzweite. Besondere Verdienste erwarb er sich um die Geschichte Schlesiens.
1832 wurde er korrespondierendes Mitglied der Historischen Klasse der Bayerischen Akademie der Wissenschaften, 1853 deren auswärtiges Mitglied 1845 wurde er zum korrespondierenden Mitglied der Preußischen Akademie der Wissenschaften gewählt. 1853 wurde er auch zum korrespondierenden Mitglied der Göttinger Akademie der Wissenschaften gewählt.
Seine Grabstätte befindet sich auf dem Friedhof der Breslauer Elftausend-Jungfrauen-Kirche.

## Schriften (Auswahl)
- Handbuch der Anhaltischen Geschichte. Dessau 1820 (Digitalisat in der Google-Buchsuche).
- Anhang zu G. A. H. Stenzel’s Handbuche der Anhaltischen Geschichte. Leipzig 1824 (Digitalisat in der Google-Buchsuche).
- Geschichte Deutschlands unter den fränkischen Kaisern. 2 Bände (Leipzig 1827/1928)
  - Band 1, Leipzig 1827 (Digitalisat in der Google-Buchsuche)
  - Band 2, Leipzig 1828 (Digitalisat in der Google-Buchsuche)
- Beiträge zur Aufklärung der Schlesischen Geschichte. In: Allgemeines Archiv für die Geschichtskunde des Preußischen Staates. Band 8, Berlin Posen Bromberg 1831–1832.
  - I: Genealogie der Piastischen Herzoge in Oels, Band 5, 1831, S. 244–258 (Digitalisat in der Google-Buchsuche)
  - II: Albrecht v. Waldstein, Herzog von Friedland und Sagan, Band 5, 1831, S. 289–297 (Digitalisat in der Google-Buchsuche)
  - III: Von der Teilung der Stadt Groß-Glogau, im 14. und 15. Jahrhunderte, Band 8, 1832, S. 137–157 (Digitalisat in der Google-Buchsuche).
  - IV: Von den ältesten Grenzen Ober-Schlesiens gegen Nieder-Schlesien, Band 8, 1832, S. 361–370 (Digitalisat in der Google-Buchsuche)
  - V: Der Römische König Rudolf bestätigt die Privilegien der Stadt Leobschütz, Band 8, 1832, S. 370–371 (Digitalisat in der Google-Buchsuche)
- Grundriss und Literatur zu Vorlesungen über deutsche Staats- und Rechtsgeschichte nach K. F. Eichhorn und mit steter Beziehung auf dessen deutsche Staats- und Rechtsgeschichte. Breslau 1832 (Digitalisat in der Google-Buchsuche).
- gemeinsam mit Gustav Adolf Tzschoppe: Urkundensammlung zur Geschichte des Ursprungs der Städte und der Einführung und Verbreitung Deutscher Kolonisten und Rechte in Schlesien und der Ober-Lausitz. Hamburg 1832 (Digitalisat in der Google-Buchsuche).
- Geschichte des preußischen Staats. 5 Bde. und Register (Perthes, Hamburg u. Gotha 1830–54)
  - Band 1: Vom Jahre 1191 bis 1640. Hamburg 1830 (Digitalisat in der Google-Buchsuche, Digitalisat)
  - Band 2: Von 1640 bis 1688, Hamburg 1837 (Digitalisat in der Google-Buchsuche, Digitalisat)
  - Band 3: Von 1688 bis 1739. Hamburg 1841 (Digitalisat in der Google-Buchsuche, Digitalisat)
  - Band 4: Von 1739 bis 1756. Hamburg 1851 (Digitalisat in der Google-Buchsuche, Digitalisat)
  - Band 5: Von 1756 bis 1763. Hamburg 1854 (Digitalisat in der Google-Buchsuche, Digitalisat)
  - Register Hamburg 1854 (Digitalisat)
- Geschichte Schlesiens. (Breslau 1853)
  - Band 1: Von den ältesten Zeiten bis zum Jahr 1355 (Digitalisat in der Google-Buchsuche)

Als Herausgeber
- Scriptores rerum Silesiacarum. Breslau 1835–1851, 5 Bde.
  - Band 1, Breslau 1835 (Digitalisat in der Google-Buchsuche).
  - Band 2, Breslau 1839 (Digitalisat in der Google-Buchsuche).
  - Band 3, Breslau 1847 (Digitalisat in der Google-Buchsuche).
  - Band 4, Breslau 1850.
  - Band 5, Breslau 1851.
- Urkunden zur Geschichte des Bisthums Breslau im Mittelalter. Breslau 1845 (Digitalisat in der Google-Buchsuche).